# UCO Bank
UCO Bank est une banque dont le siège social est situé à Calcutta en Inde. Elle est créée en 1943. Elle est détenue par l'état indien depuis sa nationalisation en 1969.